# Ahedano
Ahedano is een bestuurslaag in het regentschap Nias van de provincie Noord-Sumatra, Indonesië. Ahedano telt 840 inwoners (volkstelling 2010).